# Bezirk Tauragė
Der Bezirk Tauragė (deutsch Bezirk Tauroggen) war einer der zehn Verwaltungsbezirke, die ab 1994  die oberste Stufe der Verwaltungseinteilung Litauens bildeten. Seit 2010 stellt der Bezirk nur noch eine territoriale Einheit ohne Verwaltungsaufgaben dar.

## Verwaltungsgliederung
Der Bezirk Tauragė umfasste vier Selbstverwaltungsgemeinden, davon drei Rajongemeinden und eine (genuine) Gemeinde.  (Einwohner am 1. Januar 2006)

### Gemeinden
- Tauragė (51.403)
- Jurbarkas (36.060)
- Pagėgiai (11.760)
- Šilalė (30.755)

## Wappen
Beschreibung: Das rote Wappen ist blau mit zehn goldenen Doppelkreuzen gebordet und zeigt einen aufrechten silberbewehrten und silbergezungten goldenen Luchs in der linken Pranke ein silbernes Schwert hochhaltend und in der anderen Pranke ein silbernes Schildlein mit rotem Hifthorn haltend.